# EMV (betaalkaartsysteem)
EMV staat voor Europay, MasterCard en Visa, de drie betaalkaartsystemen die samen een kader hebben opgesteld voor het compatibel maken van chipbetaalkaarten en chipbetaalterminals. De standaarden van de EMV worden - vooral in Europa - ook door andere betaalsystemen voor hun chipbetaalkaarten gebruikt.

## Geschiedenis
In de jaren 1990 waren betaalpassen standaard uitgerust met een magneetstrip. In 1993 werd de conclusie getrokken dat betaalpassen veiliger gemaakt konden worden door ze uit te rusten met een chip. Naar aanleiding hiervan stelden de drie betaalkaartsystemen Europay, Mastercard en Visa een aantal technische randvoorwaarden en eisen op waar deze chip aan moest voldoen. De eerste EMV-standaarden dateren van 1996. De eerste herziening vond plaats in 2000.
Mede door de toename van skimmen, een proces waarbij criminelen clandestien de magneetstrip van een pas konden kopiëren en daardoor de pincode konden 'afkijken', werd het proces versneld.
De migratie van strip naar chip werd in 2005 begonnen. Naast het vervangen van oude bankpassen moesten ook alle geldautomaten en betaalautomaten worden omgebouwd in bijna alle landen van de wereld. Het proces zou daardoor nog jaren in beslag nemen.
In Nederland was het omzettingsproces in 2013 voltooid. De transitie werd bij het Nederlandse publiek geïntroduceerd onder de naam “het nieuwe pinnen”. De EMV-chip en de chipknip werden op de nieuwe bankpassen met elkaar geïntegreerd.

## EMVCo: bewaker van de standaard
De wettelijke entiteit die de EMV-standaarden bewaakt, is de EMVCo. Niet alleen Visa, Mastercard en het in 2002 met Mastercard gefuseerde Europay zijn bij EMVCo betrokken. Ook American Express, het Amerikaanse Discover, het Chinese UnionPay en het Japanse betaalkaartsysteem JCB lid van EMVCo.